# Nel blu, dipinto di blu
Nel blu, dipinto di blu ([nel ˈblu diˈpinto di ˈblu]; italienisch für „Ins Blaue / im Blau[en], blau bemalt“), nach seinem Refrain auch unter dem Titel Volare (italienisch für „fliegen“) bekannt, ist ein von dem italienischen Sänger, Komponisten und Schauspieler Domenico Modugno (Musik und Text) und Franco Migliacci (Text) geschriebenes Lied. Es wurde zum ersten Mal auf dem Sanremo-Festival 1958 von Modugno und Johnny Dorelli präsentiert und ging als Siegertitel aus dem Wettbewerb hervor. Im März desselben Jahres nahm Modugno mit dem Lied am Grand Prix Eurovision de la Chanson teil, wo es den dritten Platz belegte.
Nachdem das Lied in den Vereinigten Staaten veröffentlicht worden war, entwickelte es sich zum Nummer-eins-Hit der Billboard Hot 100. 1959 erhielt Domenico Modugno für das Lied die erstmals verliehenen Grammy Awards in den Kategorien Record of the Year und Song of the Year. Nel blu, dipinto di blu entwickelte sich zu einem internationalen Hit und gilt heute als eines der bekanntesten italienischen Lieder. Es gehört weltweit zum Repertoire zahlreicher Künstler.

## Entstehung

Die zweite italienische Auflage der Originalfassung erschien auf blauem Vinyl (1958)

Von den beiden Autoren existieren mehrere und teilweise widersprüchliche Aussagen zur Entstehung des Liedes. So behauptete Modugno zunächst, dass er sich den Refrain des Liedes ausdachte, während er mit seiner Frau den Himmel vor seinem Fenster an der Piazza Consalvo in Rom betrachtete. Der Koautor Franco Migliacci erinnerte sich, dass er durch das Gemälde Der rote Hahn (Franz. Le Coq rouge) von Marc Chagall zu dem Lied inspiriert wurde, nachdem er eine Flasche Chianti getrunken hatte. In einem 2007 vom italienischen Fernsehsender TG1 ausgestrahlten Interview sagte Migliacci wiederum, ein Albtraum habe ihn zu dem Werk inspiriert.

## Inhalt
Das Lied handelt von einem lyrischen Ich, das einen Traum erzählt, in dem es mit blau bemalten Händen und blau bemaltem Gesicht vom Wind davongetragen wurde, in den Himmel flog und sang. Der Protagonist war glücklich im Traum, im Himmel oben und blau bemalt zu sein. Er flog höher als die Sonne und hörte süße Musik, die einzig für ihn bestimmt war, während die Welt unten langsam verschwand. Im Morgengrauen verschwindet der Traum. Jetzt träumt das lyrische Ich offenbar in einem Tagtraum weiter und zwar in den himmelblauen Augen eines Du, bei dem es sich wohl um eine Frau handelt. Der Protagonist ist glücklich, unten zu sein, auch wenn er weiterhin vom Fliegen und Singen träumt, fliegt und singt er jetzt »im Blau der Augen dieser Frau«, in denen die Welt langsam verschwindet und deren Stimme für ihn süß ist wie Musik. Er ist froh, nun unten und bei ihr zu sein.

## Sanremo-Festival und Grand Prix Eurovision de la Chanson

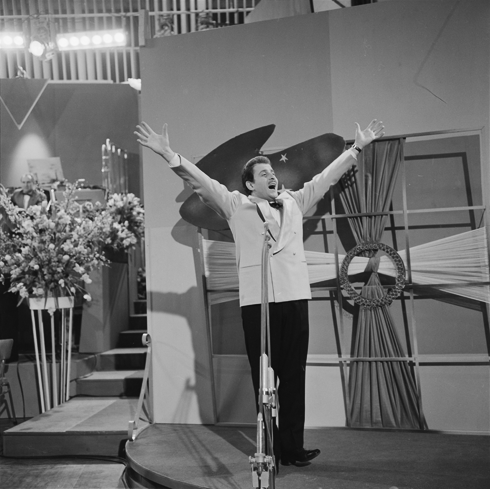
Domenico Modugno während des Auftritts beim Grand Prix Eurovision de la Chanson (1958)

Das Lied wurde auf dem vom 30. Januar bis zum 1. Februar 1958 stattfindenden Sanremo-Festival präsentiert. Seinerzeit wurde dort jedes Lied von zwei Künstlern mit unterschiedlichen Arrangements vorgetragen. Neben Modugno selbst, der das Lied mit Begleitung des Sextetts Azzurro unter der Leitung von Alberto Semprini (mit Semprini am Klavier, Ebe Mautino an der Harfe, Mario Migliardi an der Hammondorgel, Walter Beduschi am Bass, Bruno De Filippi an der Gitarre und Pupo De Luca am Schlagzeug) vortrug, wurde das Lied auch von Johnny Dorelli und dem Orchesters Della canzone unter Dirigent Cinico Angelini vorgestellt. Das Stück landete auf dem ersten Platz des Festivals, womit es gleichzeitig zum italienischen Beitrag zum Grand Prix Eurovision de la Chanson 1958 gewählt wurde.
Auf dem europäischen Wettbewerb, der am 12. März in Hilversum ausgetragen wurde, sang Komponist Modugno das Lied als erster von insgesamt zehn Teilnehmern. Das Begleitorchester wurde abermals von dem Dirigenten Alberto Semprini geleitet. Während der Übertragung des italienischen Beitrages kam es in einigen Ländern zu einer Bildstörung, weshalb Modugno das Lied vor der Abstimmung ein zweites Mal vortragen durfte. Die Jury wählte das Lied schließlich auf den dritten Platz. Der Siegertitel Dors, mon amour von André Claveau sowie Giorgio von Lys Assia (2. Platz) gerieten im Gegensatz zum schlechter platzierten Nel blu dipinto di blu, das fortan meist nur noch Volare genannt wurde, weitgehend in Vergessenheit.

## Originalversion

Deutsche Erstveröffentlichung der Originalversion auf Polydor (Oktober 1958)

Die italienische Originalversion von Domenico Modugno wurde in Mailand aufgenommen. Sie erschien erstmals Anfang 1958 als Schellackplatte und Vinyl-Single bei dem populären italienischen Label Fonit. Aufgrund des großen Erfolges folgten noch im selben Jahr mehrere Auflagen mit verschiedenfarbigen Labels und zum Teil auf blauem Vinyl. Neben den Singles veröffentlichte die Plattenfirma das Stück seinerzeit auch auf der Langspielplatte La strada dei successi und einer EP. Parallel dazu wurde der Titel in der Version von Johnny Dorelli, der das Lied ebenfalls in Sanremo präsentierte, auf dem Label Compagnia Generale del Disco (CGD) herausgebracht.
International wurde Modugnos Originalversion unter anderem von Decca (Vereinigte Staaten), Oriole (Vereinigtes Königreich) und Polydor (Deutschland) vermarktet.

## Kommerzieller Erfolg

Deutsche Coverversion Bambina von Ralf Bendix (1958)

Weltweit nahmen zahlreiche Interpreten das Lied, zum Teil mit verändertem Text, in ihr Repertoire auf. Zu den erfolgreichsten englischen Versionen mit dem von Mitchell Parish geschriebenen Text zählen die von Dean Martin, den McGuire Sisters und Bobby Rydell. In Frankreich wurde das Lied unter dem Titel Dans le bleu du ciel bleu (Text: J. Larue) in der Version Dalidas bekannt. Der Text zur ersten deutschen Version mit dem Titel Bambina stammte von Kurt Feltz. Interpreten waren unter anderem Peter Alexander (Polydor), Ralf Bendix (Electrola), Leo Leandros (Philips), Danny Marino (Heliodor), Jo Roland (Decca) und Tony Sandler (Ariola). Die Fassung von Peter Alexander erreichte im Sommer 1958 den zweiten Platz der deutschen Hitparaden, womit sie dort zunächst erfolgreicher war als das erst später veröffentlichte Original. Die Interpretation von Ralf Bendix wurde ebenfalls in den deutschen Top-10 notiert.
Weitere fremdsprachige Titel des Werkes wurden unter anderem in Belgien (Jouw ogen), Finnland (Taivaan sinessä), Russland (Воларе), Spanien (En el azul del cielo) sowie in Brasilien und Lateinamerika (Azul pintado de azul) veröffentlicht.

### Chartplatzierungen (Auswahl)
Es folgt eine Auflistung von Versionen des Liedes in der chronologischen Reihenfolge ihrer ersten Chartplatzierungen.
| Interpret                     | Titel                  | Höchstplatzierung                                                                                  | Label                |
| ----------------------------- | ---------------------- | -------------------------------------------------------------------------------------------------- | -------------------- |
| Ralf Bendix                   | Bambina                | DE: 8 – 5. Juli 1958 – 4 Wo.                                                                       | Electrola            |
| Peter Alexander               | Bambina                | DE: 2 – 12. Juli 1958 – 14 Wo.                                                                     | Polydor              |
| Willy Alberti                 | Nel blu dipinto di blu | NL: 4 – Juli 1958 – 7 Wo.                                                                          | Philips              |
| Domenico Modugno              | Nel blu dipinto di blu | US: 1 – 2. August 1958 – 16 Wo. UK: 10 – 5. September 1958 – 12 Wo.                                | Decca Records Oriole |
| Dean Martin                   | Volare                 | US: 15 – 2. August 1958 – 13 Wo. UK: 2 – 29. August 1958 – 14 Wo.                                  | Capitol              |
| The McGuire Sisters           | Volare                 | US: 80 – 23. August 1958 – 1 Wo.                                                                   | Coral                |
| Marino Marini and his Quartet | Volare                 | UK: 13 – 3. Oktober 1958 – 7 Wo.                                                                   | Durium               |
| Charlie Drake                 | Volare                 | UK: 28 – 24. Oktober 1958 – 2 Wo.                                                                  | Parlophone           |
| Bobby Rydell                  | Volare                 | US: 4 – 16. Juli 1960 – 15 Wo. UK: 22 – 1. September 1960 – 6 Wo.                                  | Cameo-Parkway        |
| Al Martino                    | Volare                 | NL: 3 – 14. Februar 1976 – 9 Wo. DE: 41 – 8. März 1976 – 3 Wo.                                     | Capitol              |
| Gipsy Kings                   | Volare                 | UK: 86 – 9. Dezember 1989 – 4 Wo. FR: 16 – Dezember 1989 – 15 Wo. NL: 30 – 13. Januar 1990 – 4 Wo. | Dureco               |